# Nam Bohemia (vùng)

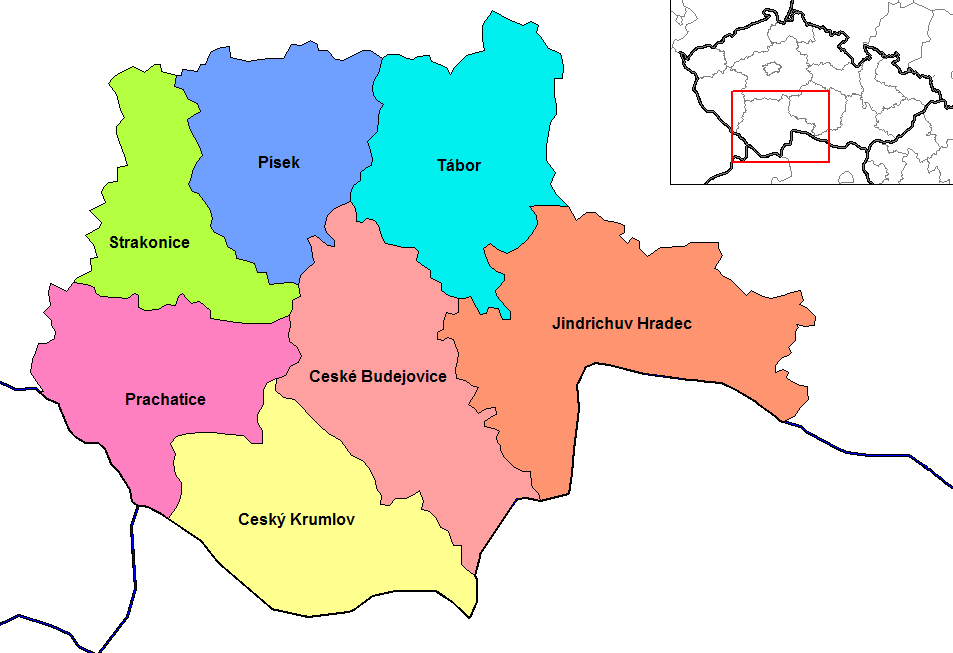
Các huyện của Nam Bohemia

Vùng Nam Bohemia (tiếng Séc: Jihočeský kraj) là một đơn vị hành chính (kraj) của Cộng hòa Séc, nằm chủ yếu ở phần phía nam của đất lịch sử của Bohemia, với một phần nhỏ ở tây nam Moravia. Phần phía tây của khu vực Nam Bohemian là Prachens cũ (Prácheňsko), một khu vực cổ xưa rất lớn với các tính năng đặc biệt có của thủ phủ nó, Písek.
Các khu vực giáp ranh (theo chiều kim đồng hồ từ phía tây) gồm các vùng Plzeň, Trung Bohemia, Vysočina và Nam Moravia. Phía Nam giáp các bang Oberösterreich, Niederösterreich của Áo và bang Bayern của Đức. Cho đến ngày 30 tháng 5 năm 2001, khu vực được đặt tên như Budějovický kraj hoặc Českobudějovický kraj, theo tên thủ phủ của nó, České Budějovice.
Tổng diện tích của khu vực là 10.056 km ² là 12,8% tổng diện tích của Cộng hòa Séc. Nam Bohemia của dân số là 630.063 và với chỉ 62 người trên 1 km ² khu vực có mật độ dân số thấp nhất trong cả nước.

## Phân chia hành chính

### Thành phố thị xã
| City               | Population (ngày 31 tháng 12 năm 2007) |
| ------------------ | -------------------------------------- |
| České Budějovice   | 95 071                                 |
| Tábor              | 35 769                                 |
| Písek              | 29 898                                 |
| Strakonice         | 23 280                                 |
| Jindřichův Hradec  | 22 300                                 |
| Český Krumlov      | 13 752                                 |
| Prachatice         | 11 712                                 |
| Milevsko           | 9 158                                  |
| Třeboň             | 8 840                                  |
| Týn nad Vltavou    | 8 483                                  |
| Vimperk            | 7 873                                  |
| Dačice             | 7 848                                  |
| Kaplice            | 7 310                                  |
| Soběslav           | 7 304                                  |
| Sezimovo Ústí      | 7 302                                  |
| Vodňany            | 7 028                                  |
| Blatná             | 6 693                                  |
| Veselí nad Lužnicí | 6 598                                  |
| Bechyně            | 5 557                                  |
| Protivín           | 5 065                                  |

### Huyện
| Huyện                  | Dân số  | Diện tích | Mật độ | Số khu định cư |
| ---------------------- | ------- | --------- | ------ | -------------- |
| České Budějovice (CB)  | 184.531 | 1.638,30  | 113    | 109            |
| Český Krumlov (CK)     | 61.346  | 1.615,03  | 38     | 45             |
| Jindřichův Hradec (JH) | 92.719  | 1.943,69  | 48     | 106            |
| Písek (PI)             | 70.290  | 1.126,84  | 62     | 75             |
| Prachatice (PT)        | 51.461  | 1.375,03  | 37     | 65             |
| Strakonice (ST)        | 70.823  | 1.032,10  | 69     | 112            |
| Tábor (TA)             | 102.580 | 1.326,01  | 77     | 110            |